# Ted Hankey
Edward (Ted) Hankey (Stoke-on-Trent, 20 februari 1968), bijgenaamd The Count, is een Engels voormalig professioneel dartsspeler. Hankey won in 2000 en 2009 het BDO World Darts Championship.

## BDO 1995-2012
Hij won het belangrijkste toernooi van deze bond, de Embassy (tegenwoordig de Lakeside) in 2000 door in de finale zijn landgenoot Ronnie Baxter met 6-0 te verslaan. Hankey beëindigde de wedstrijd geheel in stijl door in de laatste leg de maximumscore van 170 uit te gooien. In 2001 verloor hij de Embassy-finale met 6-2 van John Boy Walton. In 2009 won hij opnieuw de Lakeside na een zinderende finale tegen Tony O'Shea met 7-6. Hankey had negen darts nodig om de wedstrijd uit te gooien. Op de Lakeside in 2012 verloor Hankey in de halve finale van Christian Kist. Na die partij kreeg hij een PDC-ticket, maar dat wees hij even later af.

## PDC 2012-2014
Een dag na de overstap van Hankey naar de PDC, maakte de PDC bekend dat het twee tour cards gaf aan de BDO World Darts Championship 2012 halvefinalisten, waaronder Hankey. Hankey kreeg dus van de PDC een tour card wat hem het recht gaf om uit te komen in de PDC en zijn Pro Tour. Normaal is het gewoonlijk dat alle nieuwe PDC spelers in een kwalificatietoernooi uitkomen, maar dit hoefde Hankey niet. Het eerste toernooi waaraan Hankey deelnam tijdens de tour was de opening Players Championship in 2012, waar hij met 6-4 verloor van Matthew Edgar in de voorrondes. De eerste wedstrijden die Hankey won in de PDC was tegen Steve West met 6-5 en tegen Toon Greebe met 6-1, tijdens de UK Open-kwalificatie in Crawley. In mei had Hankey zijn beste resultaat tijdens de tour, hij bereikte de laatste 16 van het Players Championship, waar hij verloor met 6-1 van Raymond van Barneveld. Tijdens zijn eerste grote toernooi tijdens de tour, de UK Open, versloeg Hankey Danny Dutson met 4-0 en Andy Jenkins met 4-1, waarna hij in de tweede ronde met 4-1 verloor van zijn oude BDO rivaal Mervyn King.

### Gezondheidsproblemen
Tijdens de Grand Slam of Darts in Wolverhampton in 2012 verliest Hankey 5-0 in legs van de Nederlander Michael van Gerwen. Het gedrag van Ted Hankey was erg opvallend. Constant wrijvend in een van zijn dieprode ogen stond Hankey op het podium. Als een beginneling wierp hij zijn pijltjes, met nog geen 60 gemiddeld met drie pijlen. Het publiek joelde hem uit. Op Twitter ging al snel het verhaal rond dat Hankey dronken op het podium stond. Zelf gaf hij aan ziek te zijn die avond. Later die week maakte zijn manager bekend dat Hankey een TIA had gehad. Hankey had last van een zeer hoge cholesterol en diabetes waardoor hij zes tot acht weken moest rusten wat hem uitsloot van de kwalificatie voor het WK 2013.

### Terugkeer op het podium
Hankey maakte drie maanden later zijn terugkeer, met als doel zich te kwalificeren voor de eerste European Tour van het jaar 2013, de UK Darts Masters. Hij versloeg Wayne Atwood in de laatste 96 voordat hij met 6-3 verloor van Keith Rooney. Hankey kwalificeerde zich voor de UK Open, tijdens dit toernooi versloeg hij Bernd Roith en Dave Weston. Waarna hij in de derde ronde een 3-1-voorsprong verspeelde in een 9-4 verlies tegen John Part. Hij kwalificeerde zich voor de eerste European tour in juli, maar was genoodzaakt zich terug te trekken wegens blessures. Hankey keerde terug op de Grand Slam of Darts en verloor zijn eerste groepswedstrijd met 5-3 van Scott Waites. Hankey speelde een geweldige wedstrijd tijdens zijn tweede groepswedstrijd tegen Dave Chisnall die hij uiteindelijk met 5-3 won. In de laatste groepsfase wedstrijd versloeg hij Michael Smith met 5-1. Tijdens de laatste 16 speelde hij tegen Simon Whitlock. Hankey zorgde voor een geweldige comeback door na een 6-1 achterstand alsnog met 10-9 te winnen waardoor hij zich plaatste voor de kwartfinale waarin hij opnieuw speelde tegen Scott Waites. Hankey verloor die kwartfinale van Scott Waites met 16-10.

## BDO 2014-2020

### Terugkeer naar de BDO 2014
Na de Grand Slam of Darts 2013 waar Hankey de kwartfinale bereikte moest hij toch deelnemen aan de Q-school om een tourkaart voor zich te bemachtigen maar hij trok zich terug voor de start. Kort daarna besloot Hankey vervolgens om terug te keren naar de BDO.

## Gespeelde WK-finales
- 2000 Ted Hankey - Ronnie Baxter 6 - 0 (‘best of 11 sets’)
- 2001 John Walton - Ted Hankey 6 - 2 (‘best of 11 sets’)
- 2009 Ted Hankey - Tony O'Shea 7 - 6 (‘best of 13 sets’)

## Resultaten op wereldkampioenschappen

### BDO
- 1998: Kwartfinale (verloren van Colin Monk met 2-5)
- 1999: Laatste 16 (verloren van Chris Mason met 1-3)
- 2000: Winnaar (gewonnen in de finale van Ronnie Baxter met 6-0)
- 2001: Runner-up (verloren van  John Walton met 2-6)
- 2002: Laatste 16 (verloren van Wayne Jones met 2-3)
- 2003: Laatste 32 (verloren van Tony O'Shea met 2-3)
- 2004: Kwartfinale (verloren van Tony O'Shea met 1-5)
- 2005: Kwartfinale (verloren van Martin Adams met 3-5)
- 2006: Laatste 32 (verloren van Albertino Essers met 1-3)
- 2007: Kwartfinale (verloren van Martin Adams met 3-5)
- 2008: Kwartfinale (verloren van Simon Whitlock met 0-5)
- 2009: Winnaar (gewonnen in de finale van Tony O'Shea met 7-6)
- 2010: Kwartfinale (verloren van Dave Chisnall met 4-5)
- 2011: Laatste 32 (verloren van Scott Waites met 0-3)
- 2012: Halve finale (verloren van Christian Kist met 5-6)
- 2016: Laatste 32 (verloren van Martin Phillips met 0-3)

## Veroordeling
Op 12 mei 2022 werd Hankey veroordeeld tot twee jaar gevangenisstraf wegens aanranding van een jonge vrouw uit de regio Cheshire. Het voorval zou zich hebben voorgedaan in september 2021. Hankey ontkende in eerste instantie, maar nadat bleek dat er belastend videobewijs tegen hem was ging hij overstag en gaf hij de aanranding toe. Zijn vrouw kondigde aan van hem te gaan scheiden.